# 四季村 (密蘇里州)
四季村（英語：Village of Four Seasons）是位於美國密蘇里州康登縣的村。

## 人口
根據2020年美國人口普查的數據，四季村的面積為12.20平方千米，當中陸地面積為12.03平方千米，而水域面積為0.17平方千米。當地共有人口2383人，而人口密度為每平方千米195人。